# Bredbladig pärlhyacint
Bredbladig pärlhyacint (Muscari latifolium) är en sparrisväxtart som beskrevs av J.Kirk. Enligt Catalogue of Life ingår Bredbladig pärlhyacint i släktet pärlhyacinter och familjen sparrisväxter, men enligt Dyntaxa är tillhörigheten istället släktet pärlhyacinter och familjen sparrisväxter. Arten växer vilt i västra och södra Turkiet. Den förekommer tillfälligt i Sverige, men reproducerar sig inte. Inga underarter finns listade i Catalogue of Life.

## Bildgalleri

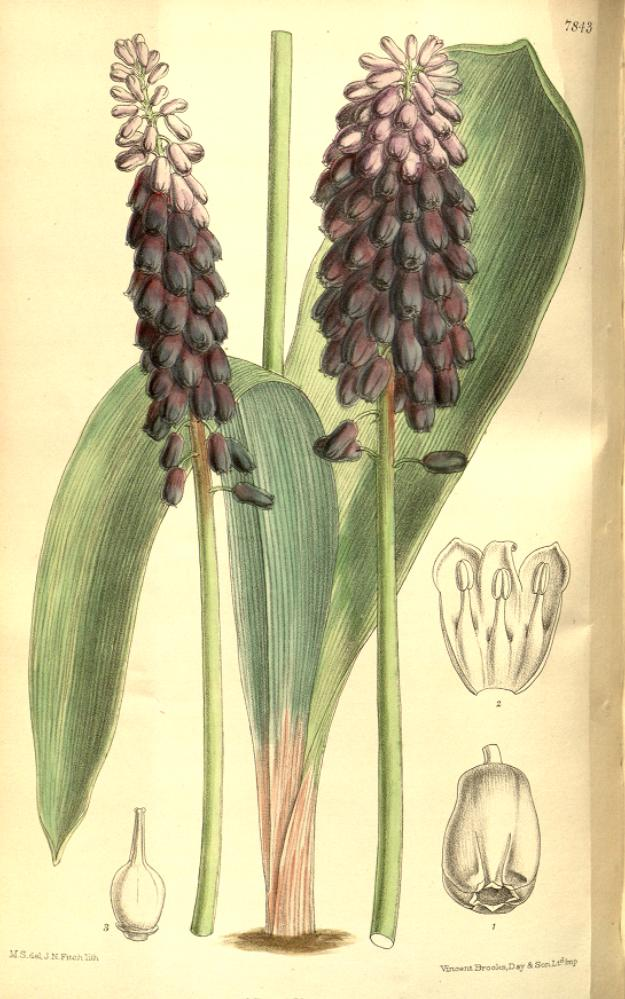
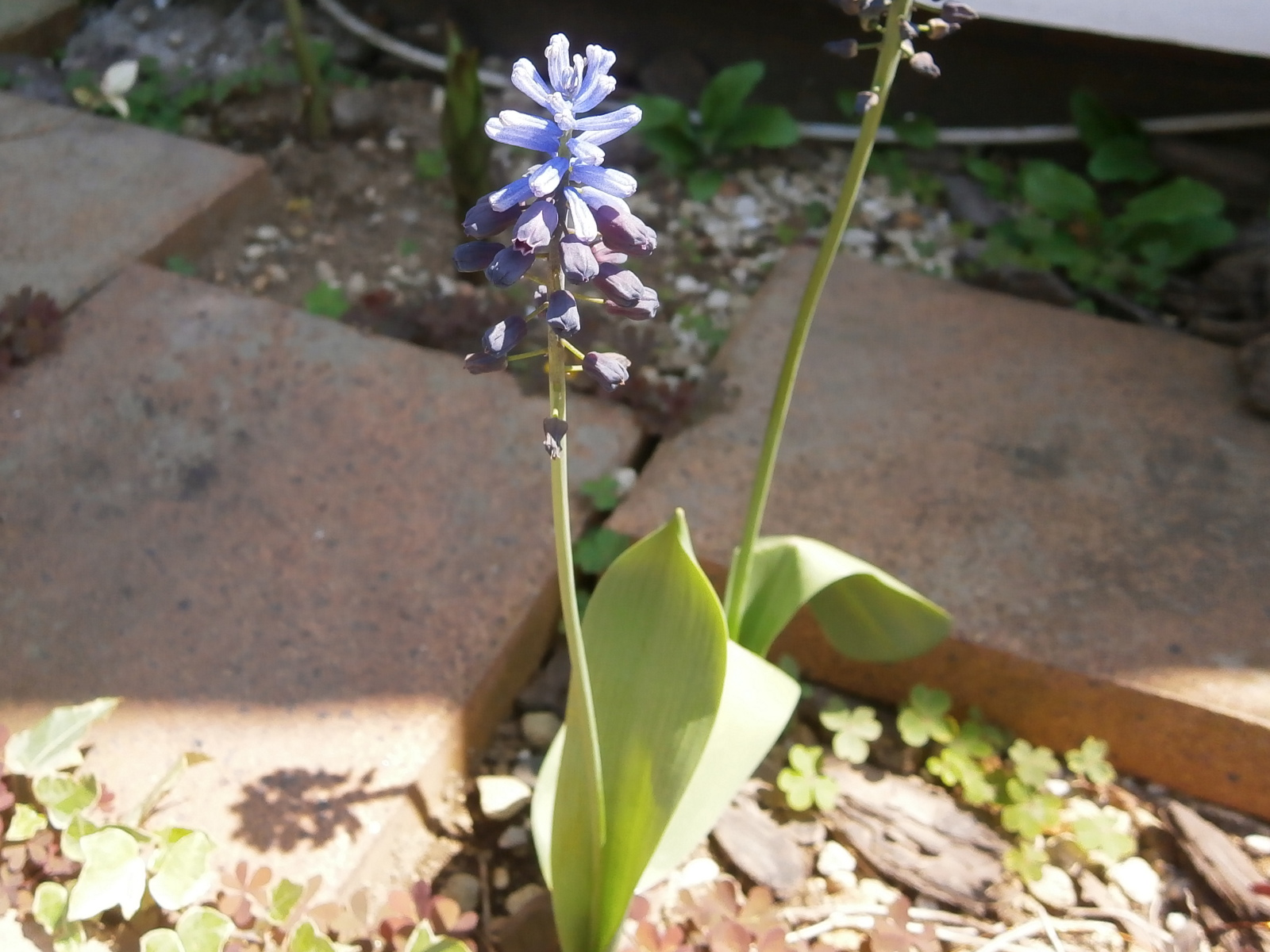
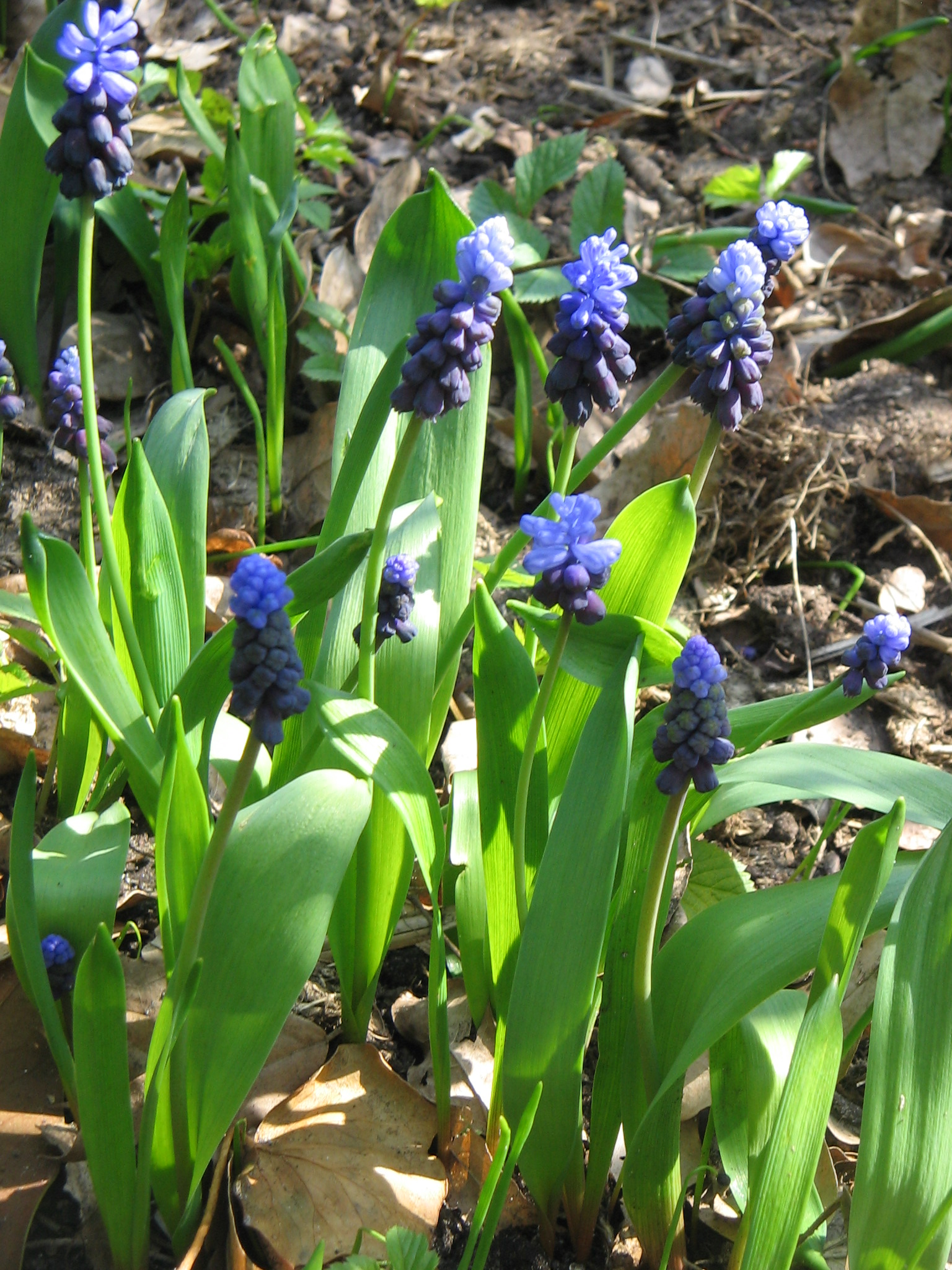